# Foisches
Foisches é uma comuna francesa na região administrativa de Grande Leste, no departamento Ardenas. Estende-se por uma área de 4,67 km². Em 2010 a comuna tinha 228 habitantes (densidade: 48,8 hab./km²).